# جای لاوا کوسا
جای لاوا کوسا 
(به تلوگویی: Jai Lava Kusa) فیلمی محصول سال ۲۰۱۷ و به کارگردانی بابی است. در این فیلم بازیگرانی همچون ان.تی راما رائو جونیور، راشی خانا، نیویتا توماس، رونیت روی، نثار، همسا ناندینی، تمنا باتیا ایفای نقش کرده‌اند.